# ARD Retro
ARD Retro ist ein gemeinsames Archivprojekt der ARD-Landesrundfunkanstalten und des Deutschen Rundfunkarchivs (DRA). Das Projekt wurde zum UNESCO Welttag des Audiovisuellen Erbes am 27. Oktober 2020 und damit genau ein Jahr nach dem Vorbild SWR Retro in der ARD Mediathek gestartet und bietet tausende Fernsehbeiträge aus den 1950er und 1960er Jahren an, die einen „Einblick in die frühe Fernsehberichterstattung der Bundesrepublik Deutschland und der DDR“ geben sollen.

## Entstehung
Nachdem auf Initiative von Frank Adam, Leiter des Archivs des Südwestrundfunks, die Depublikationspflicht auf öffentlich-rechtliche Rundfunkinhalte für zeit- und kulturgeschichtliche Archive aus dem Rundfunkstaatsvertrag im Mai 2019 entfiel, veröffentlichte die Rundfunkanstalt seit 27. Oktober 2019 Archivinhalte unter der Marke SWR Retro online. Am 3. März 2020 veröffentlichten Wikimedia Deutschland, der Deutsche Bibliotheksverband und das Bündnis freie Bildung einen offenen Brief, in dem sie das ZDF sowie die Rundfunkanstalten der ARD dazu aufforderten, Bildungsinhalte nach Möglichkeit unter freien Lizenzen und dauerhaft online verfügbar zu halten. Der offene Brief wurde von 28 Unternehmen und 10.620 Privatpersonen unterstützt und am 3. Juli 2020 der ARD-Generalsekretärin Susanne Pfab und der ZDF-Fernsehratsvorsitzende Marlehn Thieme überreicht. Bereits vor der Übergabe der Unterschriften kündigte die ARD in einer Pressemitteilung vom 16. Juni 2020 an, zum UNESCO Welttag des Audiovisuellen Erbes am 27. Oktober 2020 nicht-fiktionale Bewegtbildmaterialien, die bis 1966 ausgestrahlt wurden, in der ARD Mediathek verfügbar zu machen. Durch ein modifiziertes Urheberrecht 1966 konnten später erstausgestrahlte Inhalte nicht verfügbar gemacht werden. Das Archivangebot startete schließlich zum angekündigten Datum unter der Marke ARD Retro.

## Angebote
Das Archivprojekt ARD Retro stellt zahlreiche Sendungen und Beiträge der (ehemaligen) ARD-Landesrundfunkanstalten sowie des Deutschen Fernsehfunks (DFF) in der ARD Mediathek zur Verfügung, die in den 1950er und 1960er Jahren ausgestrahlt wurden. Aus urheberrechtlichen Gründen dürfen bisher (Stand 2022) nur Fernsehbeiträge bis 1965 zur Verfügung stehen, da zum 1. Januar 1966 das deutsche Urheberrechtsgesetz in Kraft trat. Zukünftig sollen auch Videobeiträge angeboten werden, die nach 1965 produziert und ausgestrahlt wurden. Diese müssen aber einzeln rechtlich geprüft werden.
Das Projekt startete mit etwa 9.000 Videobeiträgen, umfasst aktuell gut 21.000 Videos (Stand 13. November 2024) und soll in Zukunft rund 30.000 Beiträge in der Mediathek anbieten. Dabei handelt es sich um Eigen- oder Auftragsproduktionen, die in Das Erste, den dritten Fernsehprogrammen der ARD oder im DFF ausgestrahlt wurden. Enthalten ist darin ein großer Bestand an regionalen Nachrichtenbeiträgen und regionale Sportberichterstattung, sowie Dokumentationen, Reportagen und Unterhaltungs- und Bildungsformate.
Die Beiträge können zentral über die ARD Mediathek abgerufen werden. Beiträge und Sendungen aus den einzelnen Sendegebieten werden separat im jeweiligen Retro-Channel der Landesrundfunkanstalten gebündelt. So sind Sendungen und Beiträge aus Berlin und Brandenburg im Retro-Channel „rbb Retro“ des Rundfunk Berlin-Brandenburg (rbb) zu finden; Sendungen und Beiträge aus Bayern wiederum im Retro-Channel „BR Retro“ des Bayerischen Rundfunks (BR). Darüber hinaus strahlt ARD alpha die Sendereihe alpha-retro aus. Die Videobeiträge sind dauerhaft abrufbar.
Beiträge aus der BRD sind mit einem gelben Wimpel gekennzeichnet, Beiträge aus der DDR bzw. vom DFF mit einem grünen Wimpel.
Viele der Videobeiträge sind mit Stand 2022 noch nicht barrierefrei, die ARD will die Videos schrittweise nachträglich barrierefrei gestalten und eine Untertitelung zur Verfügung stellen.

## Trivia
Zum Start von ARD Retro strahlte der rbb am 27. Oktober 2020 zwei Sondersendungen aus (rbb Retro: Ein Blick ins Fernseharchiv 1958 bis 1965 sowie Die Lange Archivnacht), moderiert von Anna Thalbach.